# Kozaczyzna (rejon czortkowski)
Kozaczyzna – wieś na Ukrainie w rejonie czortkowskim należącym do obwodu tarnopolskiego. 
W II Rzeczypospolitej wieś w powiecie borszczowskim województwa tarnopolskiego.
W latach 1942–1944 nacjonaliści ukraińscy z OUN-UPA zamordowali tutaj 7 Polaków.